# L'Enfant que je n'ai jamais eu
Singles de Mireille Mathieu
La Marseillaise
(1988) Pour toi Arménie
(1989)
Pistes de Les Plus Grands Succès de Mireille Mathieu
La Dernière Valse
L'Enfant que je n'ai jamais eu est une chanson interprétée par la chanteuse française Mireille Mathieu et publiée en France en 1988 chez Carrère. Ce 45 tours est le premier à être publié dans la maison de disques Carrère.

## Crédits du45 tours
Mireille est accompagnée par le grand orchestre de Bernard Estardy pour L'Enfant que je n'ai jamais eu et Quand l'amour viendra.
La photo de la pochette est de Norman Parkinson.
La maquette de la pochette est de Claude Codron.

## Reprises
Aucune des deux chansons de ce 45 tours ne seront reprises par la chanteuse en langue étrangère.

## Principaux supports discographiques
L'Enfant que je n'ai jamais eu se retrouve pour la première fois sur le 76e 45 tours français de la chanteuse sorti en 1988 chez Carrère avec ce titre en face A et Quand l'amour viendra en face B. Elle se retrouvera également sur la compilation Les Plus Grands Succès de Mireille Mathieu paru la même année chez Carrère également mais aussi sur la compilation parue en 2014, Une vie d'amour.